# Oddo Scharz
Oddo Scharz OSB (Taufname Johann Jakob, * 11. November 1691 in Scharnstein; † 16. Januar 1749 in Kematen an der Krems) war ein österreichischer Benediktinerpater, Kirchenrechtler und Hochschullehrer.

## Leben
Scharz studierte Philosophie an der Universität Graz und trat 1709 in den Benediktinerorden in Stift Kremsmünster ein. Er nahm bei der Ablegung des Ordensgelübde den Namen Oddo an. Es schloss sich an der Universität Salzburg ein Studium der Theologie sowie der Rechtswissenschaft an, das er mit einer Disputation im Kirchenrecht am 22. Juli 1716 abschloss. Von 1718 bis 1723 lehrte er am Stiftsgymnasium Kremsmünster. In den Zwischenzeiten war er immer wieder in der Seelsorge tätig. 1731 wurde er zum Päpstlichen Notar ernannt.
Scharz wurde 1733 an der Universität Salzburg zum Doktor der Rechte promoviert und erhielt anschließend eine Professur des Kirchenrechts. Außerdem wurde er zum hochfürstlichen Geistlichen Rat ernannt. 1734 gehörte er zur Delegation der Universität Salzburg, die die Eröffnung der neuen Universität Fulda unter dem Fürstabt Adolf von Dalberg bekleidete. In diesem Zug wurde er zum lebenslangen Beisitzer der dortigen Juristischen Fakultät ernannt. In der Lehre verblieb er, bis 1741 wegen seiner schwachen Gesundheit einstellte. Anschließend wurde er jedoch noch Rektor der Salzburger Universität. Dieses Amt hatte er bis 1744 inne. In dieser Zeit wurde er zum Geheimrat ernannt. Er nahm als Rektor die Experimentalphysik in den Lehrplan der Universität auf.
Scharz ging nach dem Ende seiner universitären Laufbahn zurück an das Stift Kremsmünster und übernahm dann die Pfarrstelle von Kematen. Dort verstarb er schließlich.

## Werke (Auswahl)
- Norma Legalis, Sive Liber ... Decretalium Gregorii IX. Papae: Antehac In Collegiis tum publicis, tum privatis methodice expositus, & a famosi cujusdam Doctoris Acatholici calumniis vindicatus, 3 Bände, Mayr, Salzburg 1736–1738.
- Tractatus Exegeticus Ad Librum III. Decretalium Gregorii IX. Contractus, 3 Bände, Mayr, Salzburg 1738–1740.